# Scalable Link Interface
Scalable Link Interface (SLI) is een methode om twee of meer videokaarten te laten samenwerken om een enkele uitvoer te produceren.  Het is een toepassing van parallelle gegevensverwerking met 3-dimensionale computeranimaties.  Het doel is om de rekensnelheid van videokaarten te verhogen.  Een eerste versie van deze technologie (Scan Line Interleave) is op de markt gebracht door 3dfx in 1998 en werkte met de Voodoo 2 videoversnellers.  Nvidia Corporation heeft de technologie in 2004 opnieuw geïntroduceerd en maakt er gebruik van in systemen die op de PCI Expressbus gebaseerd zijn.
Met SLI is het (theoretisch) mogelijk om de grafische rekenkracht van een computer ongeveer te verdubbelen enkel en alleen door een extra videokaart aan het systeem toe te voegen.  Een SLI-videokaart kan zowel alleen werken als samen met een andere SLI-videokaart; het is dus mogelijk om een eerste SLI-kaart te kopen en dan later nog één bij te kopen. Vereiste is wel dat de twee kaarten dezelfde core hebben, bij verschillende geheugengroottes wordt de laagste hoeveelheid geheugen gebruikt.
De versie van 3dfx, Scan Line Interleave, was relatief eenvoudig. Twee videoversnellers werden met elkaar verbonden via een kabeltje. Elke kaart tekende de helft van het beeld en daarna werd het beeld met interlacing samengesteld.
Het ontwerp van Nvidia vereist een moederbord met twee PCIe x16-aansluitingen.  De twee videokaarten worden met elkaar verbonden via een kleine printplaatconnector.  Het stuurprogramma analyseert dan de te tekenen beelden en verdeelt de hoeveelheid rekenwerk over beide kaarten zodat ze beide evenveel rekenwerk hebben.  Als een beeldje getekend is, wordt het naar de master-GPU gestuurd om samengesteld en naar het beeldscherm gestuurd te worden.  In een ideale situatie veroorzaakt dit een verdubbeling van de tekensnelheid.
De enige chipsets die momenteel  SLI ondersteunen zijn Nvidia's NForce 4 SLI en de E7525 van Intel, de nForce 500serie, 600serie, 700serie en de 900serie ondersteunen deze inmiddels ook.
AMD gebruikt als grootste concurrent van Nvidia, de CrossFiretechnologie.

## SLI op één grafische kaart
In februari 2005 heeft Gigabyte Technology de 3D1 uitgebracht, een videokaart die NVidia's SLI-technologie gebruikt om twee 6600 GT GPU's te verbinden op één kaart.  Toen de kaart uitgebracht werd, werkte die enkel met een van Gigabytes eigen moederborden. Nadien zijn er meer kaarten verschenen met meerdere GPU's, waaronder de GeForce 7900 GX2, de 7950 GX2, 9800 GX2 en de GTX 295

## Quad SLI
In maart 2008  introduceerde NVidia officieel Quad SLI, een techniek die vier GPU's kan verbinden. Quad SLI is haalbaar door twee 'multi-GPU-kaarten', zoals bijvoorbeeld de GeForce 9800 GX2 in SLI te plaatsen.

## 3-way SLI
Eveneens in 2008 introduceerde NVidia 3-way SLI, dat het mogelijk maakt om drie videokaarten te koppelen. Deze videokaarten dienen elk te beschikken over twee SLI-connectoren, aangezien elke kaart met een andere in verbinding moet staan.
Er zijn momenteel  nog maar weinig videokaarten op de markt die 3-way SLI ondersteunen. Dit zijn kaarten met een GeForce 8800 GTX, 8800 Ultra, 9800 GTX, GTX 260, GTX 280, GTX 285, GTX 470, GTX 480, GTX 570 en GTX 580 GPU. Moederbordchipsets die de techniek ondersteunen zijn NVidia's nForce 680i, 780a, 780i, 790i en 790i Ultra.